# Pasticcio
Pasticcio, původně italský pokrm, později směs hudebních skladeb či literárních textů různých autorů.

## Etymologie
Pochází z latinského slova pasticium označujícího koláč. Termín se poprvé objevuje v 16. století pro jídlo obsahující zapečené maso s těstovinami. Později se v přeneseném smyslu začal používat v literatuře pro sbírku textů různých žánrů, případně různých autorů. V 18. století se rozšířilo jeho používání i v hudbě pro koncerty různých žánrů klasické hudby, resp. hudební dílo složené ze skladeb několika autorů. V současnosti se používá i pro běžné polední koncerty.

## Pasticcio v opeře
Pasticcio v opeře byl způsob operní tvorby, kdy starší árie byly vloženy do nové opery, bez ohledu na to, zda byly dílem autora nebo úplně jiného skladatele. Zpravidla se opatřily novým textem, nebo se mírně poupravil ten starší. O autorská práva se tehdy nikdo nestaral, takže je dnes obtížné takovou směs dešifrovat a to i proto, že mnohá díla byla ztracena a mnozí skladatelé zapomenuti. Této praxi se nevyhýbali ani skladatelé takových jmen jako Georg Friedrich Händel, Christoph Willibald Gluck nebo Johann Christian Bach.
Pro vytváření takovýchto směsí bylo několik důvodů. Často to bylo přání pěveckých hvězd, které měly své oblíbené árie, na kterých chtěly ukázat své mistrovství. Nemalou roli hrála i obliba u obecenstva nebo technické možnosti provozovatele. V neposlední řadě to byl i tlak na skladatele, aby uváděli stále nové věci. Opera tehdy žila pouze jednu sezonu, nebo dokonce pouze jedno karnevalové období. Jen tak lze pochopit neuvěřitelnou plodnost tehdejších operních skladatelů.
Typickým příkladem je opera Bajazet Antonia Vivaldiho, která byla uvedena při karnevalu v roce 1735 divadlem Teatro Filarmonico ve Veroně. Vivaldi tady zkombinoval nové árie s některými svými staršími skladbami a se skladbami jiných skladatelů.
1. Del destin non dee lagnarsi (Antonio Vivaldi: L'Olimpiade – „Del destin non vi lagnate“)
2. Nasce rosa lusinghiera (Antonio Vivaldi: Farnace – „Scherza l'aura lusinghiera“. I ta však byla již dříve použita v opeře Giustino jako „Senti l'aura lusinghiera“)
3. In sì torbida procella (Geminiano Giacomelli: Alessandro Severo)
4. Vedeste mai sul prato Johann Adolf Hasse: Siroe Re di Persia)
5. Amare un'alma ingrata – nová árie Antonia Vivaldiho
6. Qual guerriero in campo armato (Riccardo Broschi: Idaspe)
7. Non ho nel sen costanza (Geminiano Giacomelli: Adriano in Siria)
8. Anche il mar par che sommerga (Antonio Vivaldi: Semiramide
9. Stringi le mie stene – nová árie Antonia Vivaldiho
10. La sorte mia spietata (Johann Adolf Hasse: Siroe Re di Persia)
11. La cervetta timidetta (Antonio Vivaldi: Giustino)
12. Sposa son disprezzata (Geminiano Giacomelli: Merope – „Sposa, non mi conosci“)
13. Dov'è la figlia? (Antonio Vivaldi: Motezuma)
14. Sì crudel! questo è l'amore (kvartet) (Antonio Vivaldi: Farnace – „Io crudel? giusto rigore“)
15. Veder parmi, or che nel fondo (Antonio Vivaldi: Farnace)
16. Spesso tra vaghe rose (Johann Adolf Hasse: Siroe Re di Persia)
17. Verrò crudel, spietato – nová árie Antonia Vivaldiho
18. Svena, uccidi, abbatti, atterra – nová árie Antonia Vivaldiho
19. Coronata di gigli e di rose (závěrečný sbor z opery Farnace Antonia Vivaldiho)

Z 19 čísel opery jsou pouze čtyři nové árie, 8 čísel jsou Vivaldiho árie převzaté z jiných jeho děl a 7 skladeb je od úplně jiných autorů.

## Pasticcio v instrumentální hudbě
Podobná praxe jako v opeře existovala i v instrumentální hudbě. Tak např. Klavírní koncerty D-dur (BWV 972), C-dur (BWV 976) a F-dur (BWV 978) Johanna Sebastiana Bacha nejsou nic jiného než úprava houslových koncertů Antonia Vivaldiho ze sbírky L’Estro Armonico pro klavír (resp. cembalo) a orchestr. Podobně první čtyři klavírní koncerty Wolfganga Amadea Mozarta (KS 37, 39–41) jsou sestaveny z cembalových sonát jiných skladatelů, ke kterým Mozart pouze připojil orchestrální doprovod.

## Pasticcio v kuchyni
Původní význam slova pasticcio byl „koláč“ z masa a těstovin. Jeho příprava v hrubých rysech vypadá asi takto:
Na olivovém oleji se osmaží cibule, paprika a česnek, přidá se mleté maso a důkladně se ta směs propeče. Pak přijdou nakrájená oloupaná rajčata a všechno se zalije bílým vínem. Nechá se to zahustit a nakonec se přidá koření a různé příchuti. Zvlášť se uvaří těstoviny a uvařené do poloměkka promíchají se sladkou smetanou. Pak se do zapékací misky vymazané olejem dá vrstva těstovin, vrstva masové směsi, další vrstva těstovin a navrch zbytek směsi. Vše se zalije rozšlehaným vejcem a posype parmezánem. Zbývá jen upéct a podávat.
Je nutno si uvědomit, že recept se liší v podrobnostech v různých domácnostech a drobné odchylky jsou tajemstvím příslušného kuchaře.